# NGC 2571
NGC 2571 is een open sterrenhoop in het sterrenbeeld Achtersteven. Het hemelobject werd op 3 maart 1793 ontdekt door de Duits-Britse astronoom William Herschel.

## Synoniemen
- OCL 701
- ESO 431-SC5